# Wolfgang Figulus
Wolfgang Figulus (* um 1525 in Naumburg (Saale) als Wolfgang Töpfer; † 1589 in Meißen) war ein deutscher Komponist, Kantor und Musiktheoretiker.

## Leben und Wirken
Im Vorwort zu Precationes aliquot (1553) schreibt er, dass er sich bereits von der Jugend an mit Musik beschäftigt habe. Dort nennt er die Professoren Jakob Jockisch (um 1497–1586) und Wolfgang Just (auch Jobst, 1521–1575) in Frankfurt (Oder) und Johann Barthram als besondere Förderer seiner Ausbildung. Vermutlich besuchte er zwischen 1540 und 1545 die Schule in Frankfurt (Oder). Um 1545 wurde er Kantor in Lübben und im Herbst 1547 immatrikulierte er sich an der Universität Viadrina in Frankfurt (Oder), um bereits zum Winter 1547/48 an die Universität Leipzig zu wechseln, wo er im Jahre 1549 auch Musikvorlesungen hielt. 1549 bis 1551 wirkte er als Thomaskantor der Thomasschule in Leipzig. Von 1551 bis zu seiner Pensionierung 1588 war er Kantor und Lehrer an der Fürstenschule in Meißen. Er unterrichtete die Fächer Musik, Latein und Religion und sorgte für die musikalische Gestaltung der Gottesdienste in der Afrakirche.
Neben theoretischen Schriften erschienen von ihm mehrere mehrstimmige kirchenmusikalische Werke sowie 1571 die Sammlung von Weihnachtsliedern Vetera nova carmina sacra et selecta de natali Domini nostri Iesu Christi (Frankfurt an der Oder 1575), die auch zehn seiner eigenen Kompositionen enthielt, und etwa 20 Odensätze in Hymni sacri et scholastici cum melodiis et numeris musicis, aniversaria vice in libellum denuo collecti & aucti studio et opera M. Friderici Birck (Leipzig 1594, Nachdruck 1604).
Am 27. Dezember 1551 heiratete er Anna Schönfelder, mit der er vier Söhne und fünf Töchter hatte. Seine Frau und drei Söhne sowie drei Töchter starben im Winter 1576/77 an der Pest. In zweiter Ehe heiratete der Anna Specht, Tochter des Pfarrers St. Afra Nicolaus Picus (auch: Specht; * Pribus; † 18. September 1565 in Meißen), Witwe des Pfarrers in Nossen Jacob Geier. Diese Ehe blieb kinderlos. Der Sohn Peter Figulus begann am 2. Juni 1568 eine Ausbildung an der kurfürstlich sächsischen Landesschule in Pforta. Die Tochter Anna Figulus verheiratete sich 1571 mit dem Pfarrer in Hirschfeld bei Meißen Mag. phil. Jesaias Oswald (* ± 1524/26; † 7. Dezember 1580 in Arnsdorf) Die Tochter Catharina Figulus verheiratete sich am 11. November 1588 in Großenhain mit dem späteren Kantor an der Fürstenschule in Grimma Mag. phil. Friedrich Birck (um 1563–1621).

## Werke
Musikdrucke
- Precationes aliquot musicis numeris compositae. Leipzig 1553
- Tricinia sacra ad voces pueriles. Nürnberg 1559
- Cantionarum Sacratum […] primi tomi decas prima. Frankfurt an der Oder 1575
- Sacrum nuptiale in honorem coniugii […]Johannis Michael. Wittenberg 1582 (unvollständig)
- Precatio pro tranquilitate ecclesiae et reip[ublicae]. Wittenberg 1586 (unvollständig)
- Der Hundert und eilfte Psalm. Wittenberg 1586; neu herausgegeben von Andreas Weber als: Der 111. Psalm mit 5 Stimmen. Meißen 2006, ISMN M-700254-04-9
- Amorum filii Dei, hymni sacri, de natali Domini nostri Iesu Christi, decadis III. Wittenberg 1587 (unvollständig)

Schriften
- Elementa musicae brevissima. Leipzig 1555
- als Bearbeiter: Martin Agricola: Deutsche Musica und Gesangbüchlin, der Sontags Evangelien. Nürnberg 1560
- Libri primi musicae practicae elementa brevissima. Nürnberg 1565 (Überarbeitung von Elementa musicae brevissima. Leipzig 1555)
- De musica practica liber primvs. Nürnberg 1565